# VK Dynamo Kasan
Der VK Dynamo Kasan (russisch Волейбольный клуб Динамо-Казань) ist ein russischer Frauen-Volleyballclub aus Kasan, der an der höchsten Volleyball-Spielklasse Russlands, der Volleyball-Superliga teilnimmt.
Von 2002 bis 2009 hieß der Verein "Kasanotschka Kasan". Die russische Nationalspielerin Jekaterina Gamowa war prominentester Neuzugang für die Saison 2010/11, in der man Russischer Meister und Pokalsieger wurde. 2012 konnte Dynamo den Russischen Meistertitel verteidigen und landete in der europäischen Champions League auf Platz drei. 2012/13 gewann Kasan erneut das Double in Russland. 2013/14 wurde man erstmals Champions-League-Sieger.